# 더 나이팅게일
"더 나이팅게일"(영어: The Nightingale)은 2027년 개봉 예정인 미국의 드라마 영화이다. 마이클 모리스가 감독을 맡았으며, 다코타 패닝과 엘 패닝이 출연한다. 크리스틴 해나의 역사소설 《나이팅게일》(The Nightingale)을 원작으로 한다.